# 聖喬納斯三一修道院

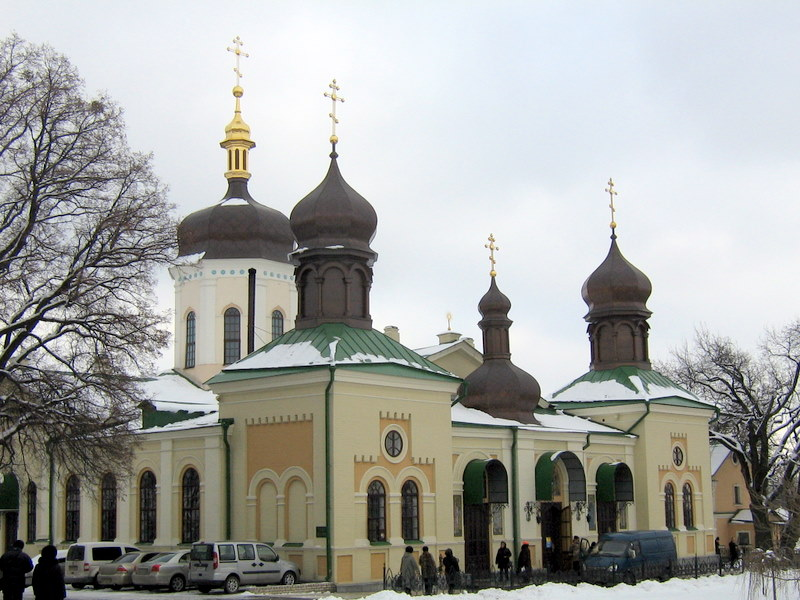
聖喬納斯三一修道院

50°24′56″N 30°33′49″E / 50.41556°N 30.56361°E
聖喬納斯三一修道院（烏克蘭語：Свято-Троїцький Іонинський чоловічий монастир）是一座位於基輔的烏克蘭正教會修道院。聖喬納斯三一修道院始建於1864年，鐘樓高110米，是東正教最高的修道院鐘樓。由於第一次世界大戰的爆發，修道院中途停工。當時有800多名僧侶居住在修道院。1934年，修道院被關閉。最近僧侶們恢復了修道院。